# Mélytengeri bányászat
A mélytengeri bányászat viszonylagosan fiatal iparág, főleg a tengerfenéken 4000–6000 m-es vízmélységben található mangángumók, illetve a hidrotermás folyamatok által lerakott telérek anyagának kinyerésére irányul az 1400-3700 méteres mélységtartományban. Utóbbi folyamatok során nemesfém-tartalmú szulfidos telepek képződnek, jelentős ezüst-, arany-, réz-, mangán-, kobalt- és cinktartalommal. A nyersanyagot hidraulikus eljárásokkal hozzák a felszínre, ahol az érc feldolgozása történik. Ahogy a bányászkodásnál általában, a mélytengeri bányászattal kapcsolatban is felmerülnek környezetvédelmi problémák a tevékenységet övező területeken.

## Története
Az 1960-as évek közepén John L Mero Mineral Resources of the Sea című tanulmánya állította a figyelem középpontjába a "szinte kifogyhatatlan" mélytengeri nikkel- és kobaltforrásnak tartott, mintegy 5000 méteres vízmélységben a mélytengeri medencékben az egész világon előforduló mangángumókat. Néhány ország – köztük Franciaország, Németország, az Egyesült Államok – kutatóhajókat küldött a kérdés vizsgálatára. Eredményként azt kapták, hogy a kezdeti becslések túlzóak voltak, és az akkor érvényes, nyomott fémalapanyag-árak miatt a bányászati tevékenység nem bizonyult nyereségesnek, ezért 1982-re a kutatásokkal gyakorlatilag felhagytak. Az 1960-1984 közötti időszakban a kutatásokra mintegy 650 millió USD-t költöttek, csekély vagy gyakorlatilag elhanyagolható megtérüléssel.

A múlt évtizedben a mélytengeri bányászat új fázisa vette kezdetét. A nemesfémek iránti kereslet megnövekedése Japánban, Indiában, Kínában és Dél-Koreában arra ösztönözte ezen országokat, hogy új nyersanyag-forrásokat találjanak. Az érdeklődés a hidrotermás telepek felé fordult. De nemcsak az elektronikai ipar által keltett fémkereslet indokolja a bányászkodás újragondolását, hanem a foszfortartalmú képződményekből készíthető műtrágya iránt is várhatóan lesz kereslet.
A jelenleg legperspektivikusabb lelőhely a Pápua Új-Guinea felségvizein található Solwara 1 projekthez kapcsolható: mintegy 1600 méteres vízmélységben, távirányítású vízalatti járművekkel tervezik bányászni a nyersanyagot. A termelés beindulása 2013-ra várható.

## Fordítás
- Ez a szócikk részben vagy egészben  a   Deep sea mining című angol Wikipédia-szócikk fordításán alapul.  Az eredeti cikk szerkesztőit annak laptörténete sorolja fel. Ez a jelzés csupán a megfogalmazás eredetét és a szerzői jogokat jelzi, nem szolgál a cikkben szereplő információk forrásmegjelöléseként.